# Диминуция хроматина

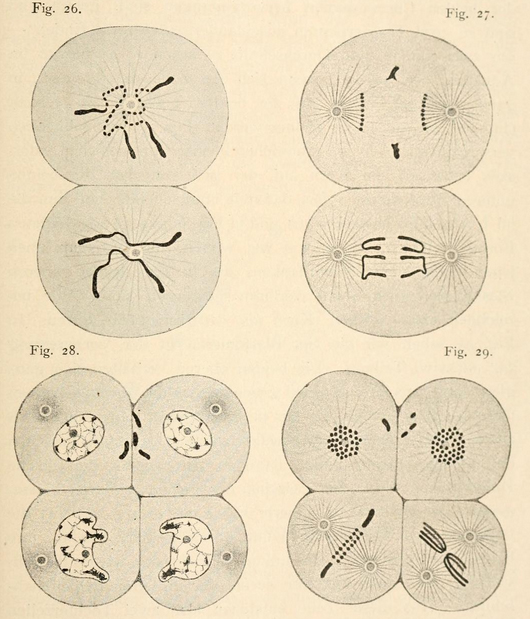
Схематическое изображение диминуции хроматина в раннем эмбриогенезе (стадия 2-4 клеток) у Ascaris megalocephala univalens. Рисунок Т.Бовери (1904).

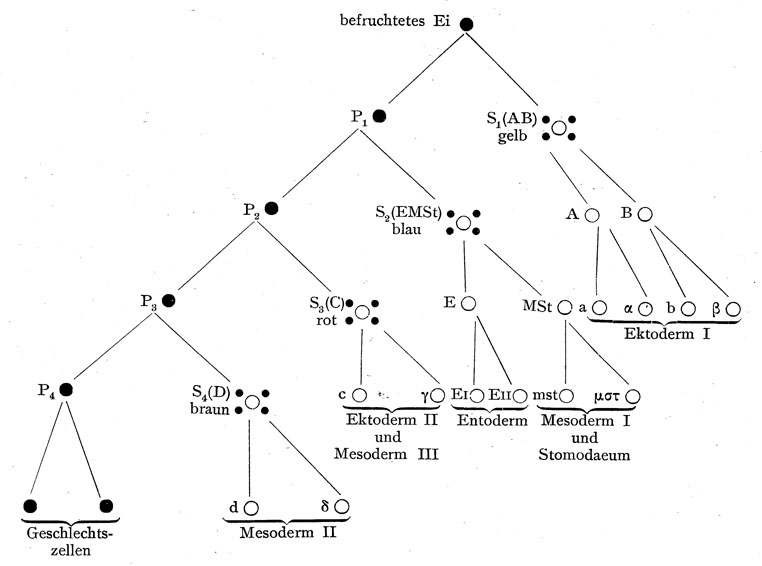
Диминуция хроматина в раннем эмбриогенезе у аскариды. Чёрными кружками обозначены клетки с полным геномом; белыми кружками с чёрными точками вокруг обозначены клетки, в которых проходит диминуция хроматина; белыми кружками обозначены клетки с редуцированным геномом. Рисунок Т.Бовери (1910).

Диминуция хроматина (от лат. diminutio — уменьшение) — общее название клеточных генетических процессов, в ходе которых при эмбриональном развитии некоторых многоклеточных животных (в основном, беспозвоночных) соматические клетки запрограммировано теряют часть генетического материала, присутствовавшего в зиготе и остающегося нетронутым в клетках зародышевой линии. Диминуция хроматина наблюдается у некоторых представителей двукрылых насекомых, паразитических круглых червей (нематод), веслоногих ракообразных, а также миксиновых. Механизмы диминуции у различных организмов отличаются, но объединяет их то, что теряется в основном повторяющаяся и некодирующая ДНК и происходит это только в зачатках соматических тканей. Аналогичный процесс существует также у простейших, а именно у инфузорий, у некоторых из которых в ходе реорганизации вегетативного ядра (макронуклеуса) теряется значительная часть генетического материала, имеющегося в генеративном ядре (микронуклеусе) — аналоге клеток зародышевой линии многоклеточных животных.
Явление диминуции хроматина было открыто и описано при помощи цитологических методов у аскарид в 80-х годах XIX века немецким биологом Теодором Бовери.

## Диминуция хроматина у нематод
Диминуция хроматина наблюдается у 12 видов нематод, ведущих паразитический образ жизни, и не обнаружена у свободноживущих нематод. Как было указано выше, диминуцию хроматина у круглых червей открыл в XIX веке Теодор Бовери, изучая эмбриональное развитие аскариды Ascaris megalocephala. Значительный вклад в изучение механизмов диминуции хроматина у нематод внесли в XX веке швейцарские зоологи Хайнц Тоблер (Heinz Tobler) и Фриц Мюллер (Fritz Müller), основными объектами изучения которых были аксариды Parascaris univalens и свиная аскарида Ascaris suum.
В ходе диминуции хроматина у нематод происходит необратимая дифференцировка клеток соматической и зародышевых линий, заключающаяся во фрагментации хромосом в клетках соматической линии, добавлении новых теломерных последовательностей к полученным фрагментам и в последующей элиминации гетерохроматиновых сегментов хромосом. В результате этого процесса клетки зародышевой и соматической линий различаются по диплоидному числу хромосом, количеству ДНК и структуре ядерного хроматина.
Диминуция хроматина у P.univalens происходит последовательно со 2-го по 6-е деление дробления. Цитологический анализ голоцентрических хромосом аскарид Parascaris показал, что в анафазе диминуционного деления к полюсам веретена деления мигрируют только эухроматиновые сегменты хромосом, тогда как теломерные блоки гетерохроматина остаются в экваториальной зоне и в дальнейшем мигрируют в цитоплазму, где вскоре деградируют. Диплоидное число хромосом в клетках соматической линии увеличивается с двух до шестидесяти. По различным подсчётам у P.univalens при диминуции хроматина элиминируется около 80-90 % тотальной ДНК.

## Диминуция хроматина у копепод
В настоящее время диминуция хроматина обнаружена у 22 видов копепод Cyclopoida (Copepoda,
Crustacea). Первые наблюдения диминуции хроматина у копепод относятся к 1911 году. Диминуцию хроматина у веслоногих рачков изучала в 60-70-е годы XX века немецкая исследовательница Зигрид Берман (Sigrid Beermann), а также, начиная с 80-х годов XX века, российские учёные А. П. Акифьев, А. К. Гришанин и И. Ф. Жимулёв.
В отличие от нематод, где диминуция хроматина проходит последовательно в нескольких делениях дробления, диминуция хроматина у циклопа Cyclops kolensis происходит практически одновременно. Так, диминуция хроматина происходит во время 4-го деления дробления одновременно в 6 клетках из восьми; в 7-й клетке диминуция наступает в то время, когда идёт пятое деление в клетках, уже прошедших диминуцию; оставшаяся 8-я клетка диминуцию не претерпевает, формируя линию зародышевого пути. В результате диминуции хроматина у Cyclops kolensis соматические клетки содержат примерно на 90% ДНК меньше, чем клетки зародышевого пути.

## Диминуция хроматина у инфузорий

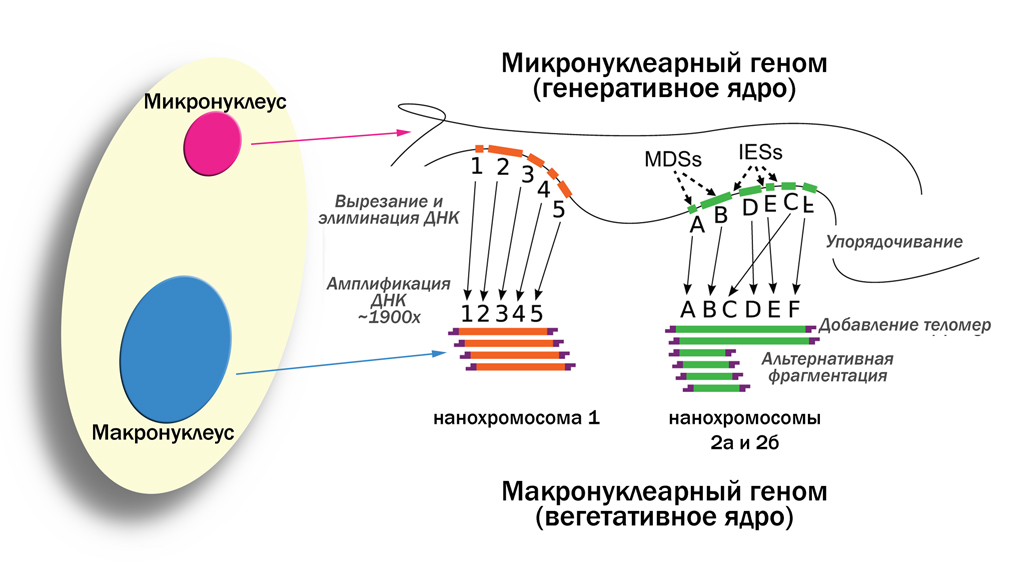
Реорганизация микронуклеарного генома в макронуклеарный геном у Oxytricha trifallax

Процесс диминуции хроматина характерен для всех представителей родов инфузорий Tertahymena, Paramecium (класс Oligohymenophorea), Stylonychia, Euplotes и Oxytricha (класс Spirotrichea). Диминуция хроматина была открыта у инфузорий американским исследователам Дэвидом Прескоттом (David M. Prescott) в 80-х годах XX века спустя сто лет после открытия этого процесса у аскарид Теодором Бовери.
Микронуклеус инфузорий является аналогом клеток зародышевой линии многоклеточных организмов, в то время как макронуклеус является соматическим ядром, которое образуется из копии микронуклеуса и которое поддерживает существование данной конкретной особи. Микронуклеус содержит хромосомы, типичные по размеру и составу для эукариот. Теломерами хромосом микронуклеуса служат сотни раз повторённые последовательности 5'-CCCCAAAA-3'. Макронуклеарная ДНК состоит из фрагментов размерами, варьирующими от нескольких сотен пар оснований (п.о.) до примерно 15 тысяч п.о. со средним значением около 2 тыс. п.о. За очень небольшим исключением каждый из фрагментов макронуклеарной ДНК представляет собой один ген (одну рамку считывания) с 5'-некодирующей регуляторной последовательностью и 3'-некодирующим «хвостом». Концы этих фрагментов имеют другую структуру теломер по сравнению с микронуклеарными хромосомами и состоят из многократных повторов последовательности 5'-C4A4C4A4C4- 3'.
В ходе созревания макронуклеуса микронуклеарные хромосомы вначале становятся политенными, затем эти политенные хромосомы разрезаются на фрагменты, к которым теломераза добавляет теломерные повторы, далее спейсерная (межгенная) ДНК элиминируются, а оставшиеся фрагменты, содержащие гены, многократно амплифицируются. У инфузории Oxytricha nova элиминуется около 95 % ДНК, первоначально имевшейся в микронуклеусе, а макронуклеус в итоге реорганизации имеет порядка 25*106 коротких фрагментов ДНК. Самое поразительное в этих реорганизациях — изменение порядка расположения отрезков структурных генов, называемых «предназначенными для макронуклеуса последовательностями» — MDS (англ. macronuclear destined sequence). Например, ген актина 1 у Oxytricha nova имеет в микронуклеусе порядок MDS-отрезков 3-4-6-5-7-9-2-1, а в макронуклеусе MDS-отрезки становятся в порядке 1-2-3-4-5-6-7-8-9, обеспечивающем нормальную транскрипцию гена.